# Raymond Arroyo
Raymond Arroyo (New Orleans, 25. rujna 1970.), američki književnik i novinar. Glavni je urednik vijesti na EWTN-u, dok je u književnosti najpoznatiji po fantastičnoj heptalogiji Will Wilder.

## Životopis
Rođen je 25. rujna 1970. u New Orleansu. Diplomirao je na Školi umjetnosti Tisch u new Yorku. Radio je u novinama Associated Press i New York Observeru. Najpoznatiji je po katoličkoj emisiji The World Over Life u kojoj ugošćuje poznate osobe iz svijeta katoličanstva. Jedan od najpoznatijih gostiju bio je kardinal Joseph Ratzinger, kasniji papa Benedikt XVI., koji je dao interview na engleskom samo u toj emisiji.
Pisao je za Newsweek, The Wall Street Journal, The Washington Times, The Financial Times i National Catholic Register.

## Osobni život
Arroyo živi u Sjevernoj Virginiji sa suprugom Rebeccom i troje djece.